# Tranekær
Tranekær is een voormalige gemeente in Denemarken. Bij de herindeling van 2007 werd de gemeente bij Langeland gevoegd.

## Voormalige gemeente
De oppervlakte bedroeg 107,45 km². De gemeente telde 3467 inwoners waarvan 1749 mannen en 1718 vrouwen (cijfers 2005). Tranekær telde in juni 2005 152 werklozen. Er waren 1327 auto's geregistreerd in 2004.

## Plaats
De plaats Tranekær telt zelf minder dan 200 inwoners. Het gehucht ligt aan de weg 305 midden op het eiland Langeland.